# Estrades populaires

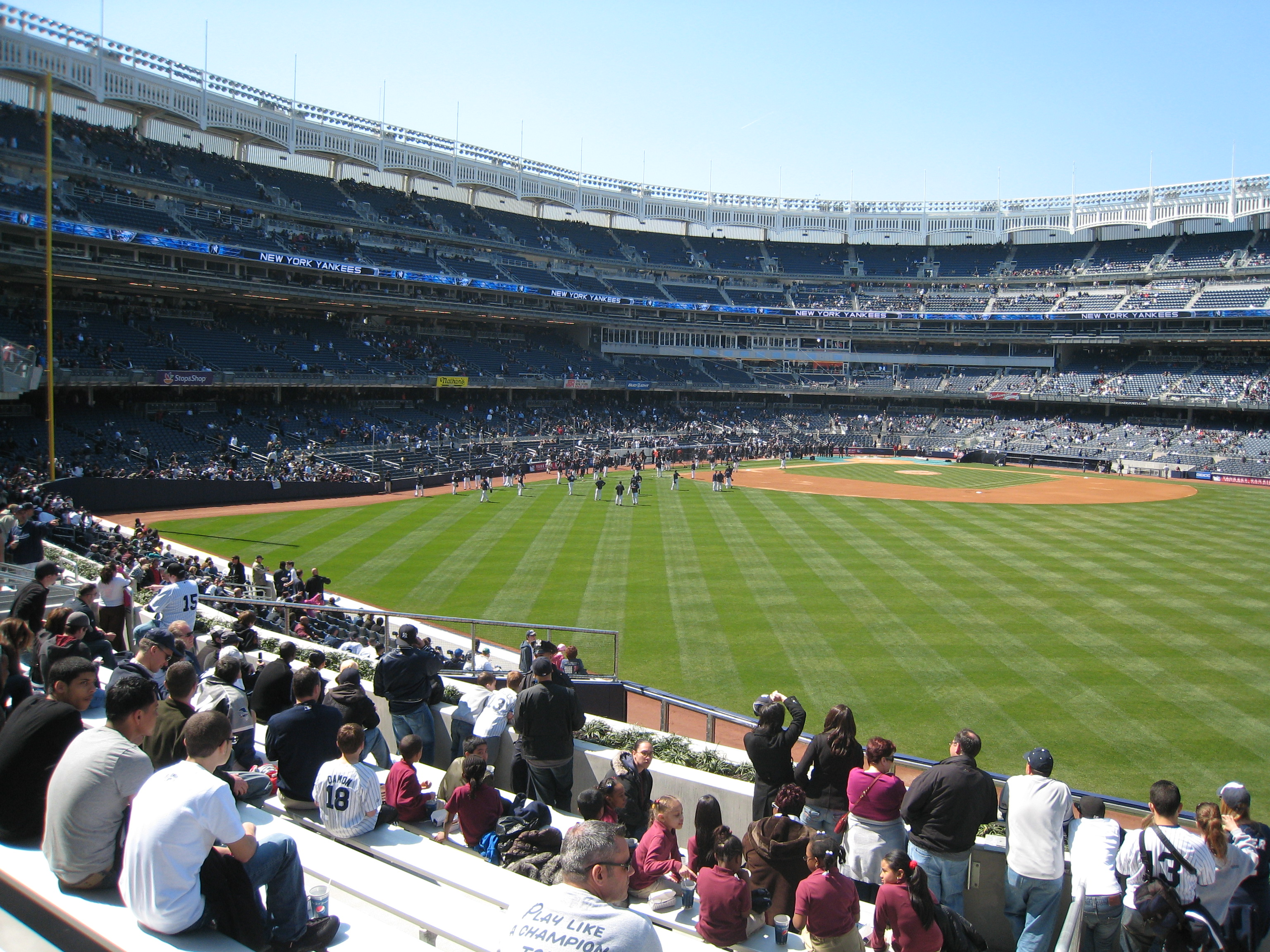
Les estrades populaires du champ droit, au Yankee Stadium de New York en 2009.

Les estrades populaires sont des gradins que l'on retrouve dans les stades ou aux abords des terrains de sport aux États-Unis et au Canada. 

## Baseball
Dans les stades de baseball, ce terme désigne souvent une section de gradins situés derrière la clôture du champ extérieur pour lesquels les billets sont vendus à moindre coût. En anglais, on y réfère par le terme bleachers.

### Réputation
L'aspect abordable et convivial des bleachers ainsi que leur proximité du terrain leur confèrent un statut particulier en Amérique du Nord, où l'on parle parfois de bleacher culture. Par exemple, les estrades populaires près du champ gauche où évoluait Mack Jones au Stade Jarry de Montréal furent surnommées Jonesville par les partisans des Expos en raison de l'atmosphère bon enfant qui y régnait à la première année d'existence de la franchise.
À l'opposé, les bleachers des stades de baseball ont parfois mauvaise réputation, certains partisans y prenant place étant accusés d'y consommer de grandes quantités d'alcool, d'invectiver les joueurs de champ extérieur, voire de lancer des projectiles sur le terrain.
Au match d'ouverture 2009 des Blue Jays au Rogers Centre de Toronto, les officiels furent amenés à interrompre la partie pendant plusieurs minutes lorsque les spectateurs situés près des champs droit et gauche lancèrent divers débris, tels des balles de golf ou de baseball, sur le terrain. Un joueur du club adverse, Josh Anderson, fut atteint par un projectile. Le calme fut ramené lorsque l'annonceur menaça de mettre fin au match et d'accorder une victoire par forfait aux visiteurs, les Tigers de Detroit. Plus tard en 2009, un spectateur assistant des bleachers à une partie au Wrigley Field de Chicago est accusé de méfait pour avoir aspergé de bière un joueur sur le terrain, Shane Victorino, de l'équipe de Philadelphie.

### Bleacher Creatures

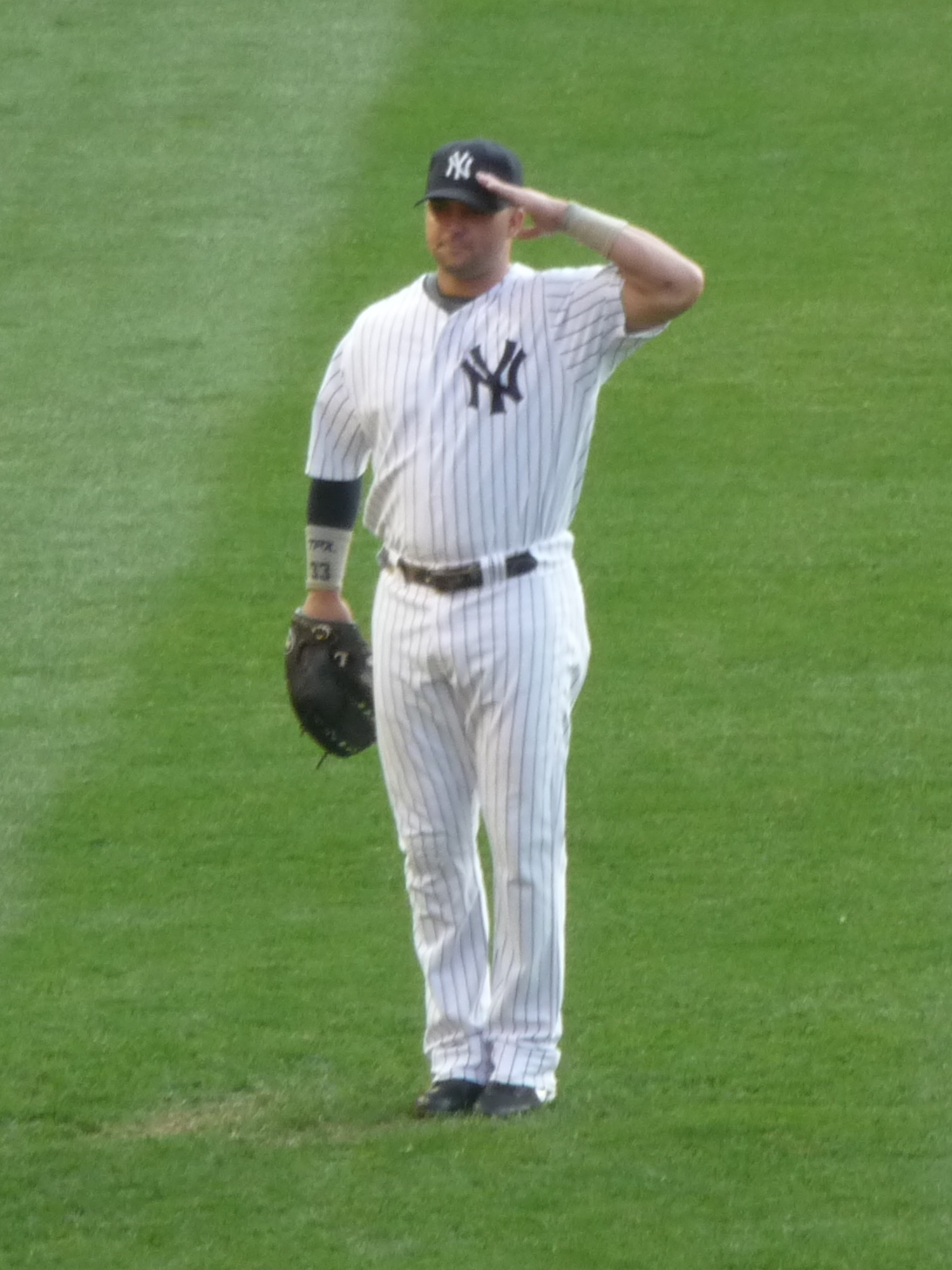
Nick Swisher, un joueur de champ extérieur des Yankees salue les partisans des bleachers au Yankee Stadium.

Les estrades populaires de l'ancien Yankee Stadium de New York, démoli en 2008, étaient réputées pour être à l'occasion le théâtre de comportements disgracieux. On y rapportait des bagarres et la mauvaise habitude de lancer des piles, de la monnaie (et même un couteau !) en direction des joueurs. L'achat d'alcool y était d'ailleurs interdit, contrairement aux autres sections du stade. 
Dans l'ancien et l'actuel Yankee Stadium, un groupe de partisans appelé les Bleacher Creatures est connu pour manifester bruyamment sa présence aux matchs des Yankees et pour scander à tour de rôle en début de match le nom de chaque joueur en défensive de l'équipe (le Roll Call) jusqu'à ce que chacun d'entre eux ait remarqué leur appel et salué le groupe. Célèbres autant pour leur enthousiasme que pour leurs excès, les Bleacher Creatures ont néanmoins l'admiration de certains athlètes : Nick Swisher, un voltigeur de longue date des Yankees, a d'ailleurs sa façon particulière de payer ses respects aux partisans et de les saluer à chaque début de match. 
L'achat et la consommation d'alcool dans les estrades populaires sont maintenant autorisés au nouveau Yankee Stadium, inauguré en 2009.